# Lapin de Stanford
Le lapin de Stanford (anglais : Stanford Bunny) est un modèle de test utilisé dans la synthèse d'image 3D, et développé en 1994 à l'université Stanford par Greg Turk et Marc Levoy.

## Description
Ce lapin est composé de 69 451 triangles calculés à partir du balayage laser 3D d'une figurine de lapin en céramique. Ces données peuvent être utilisées pour tester différents types d'algorithmes graphiques, comme la simplification polygonale, la compression, l'ombrage et le lissage dans le domaine du rendu 3D. Le lapin de Stanford est un ensemble de données-test standardisé, mais qui présente cependant quelques limitations. Par exemple, le fait qu'il soit une variété connexe, et qu'il soit composé de trous (certaines dues à des limitations techniques du numériseur 3D, d'autres, dues à l'objet originellement creux).
Le modèle d'origine est disponible au format de fichier PLY (Polygon File Format) avec quatre résolutions différentes, 69 451 polygones étant la plus grande.